# بني منصور (تعز)
بني منصور هي إحدى قرى الجمهورية اليمنية. تتبع جغرافيا لمحافظة تعز وإداريًا لمديرية المواسط. يبلغ تعداد سكانها 991 نسمة حسب الإحصاء الذي أجري عام 2004.